# Les Garennes sur Loire
Les Garennes sur Loire is een gemeente in het Franse departement Maine-et-Loire (regio Pays de la Loire). De plaats maakt deel uit van het arrondissement Angers. Les Garennes sur Loire is op 15 december 2016 ontstaan door de fusie van de gemeenten Juigné-sur-Loire en Saint-Jean-des-Mauvrets. Les Garennes sur Loire telde op 1 januari 2022 4.670 inwoners.

## Geografie

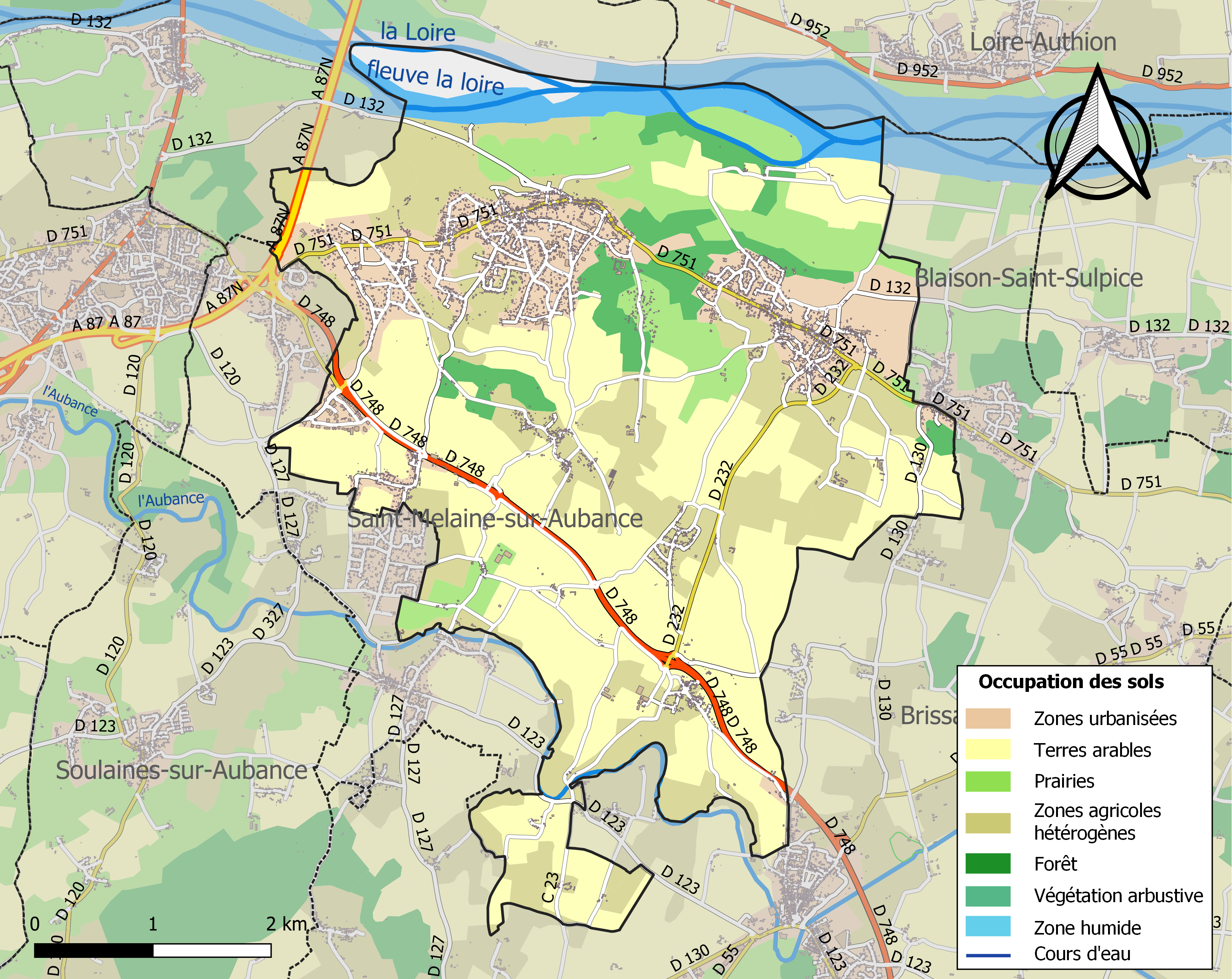
Kaart van de gemeente met de belangrijkste infrastructuur, bodemgebruik en omliggende gemeenten